# Fernand Coulibaly
Fernand Coulibaly (ur. 8 stycznia 1971 w Ségou) – malijski piłkarz grający na pozycji napastnika. W swojej karierze rozegrał 9 meczów i strzelił 1 gola w reprezentacji Mali.

## Kariera klubowa
Swoją karierę piłkarską Coulibaly rozpoczął we francuskim klubie Stade Lavallois. 25 marca 1988 zadebiutował w jego barwach w pierwszej lidze francuskiej w zremisowanym 0:0 wyjazdowym meczu z Paris Saint-Germain. Następnie grał w rezerwach tego klubu, a w latach 1989-1991 ponownie grał w pierwszym zespole. W 1991 roku odszedł do AS Saint-Étienne, gdzie do 1993 roku grał w rezerwach. W sezonie 1993/1994 był zawodnikiem saudyjskiego Al-Wehda Club Mekka.
W 1994 roku Coulibaly wyjechał do Turcji i został zawodnikiem Adanasporu, grającego w drugiej lidze tureckiej. W 1995 roku przeszedł do pierwszoligowego Gaziantepsporu, w którym swój debiut zaliczył 4 listopada 1995 w zremisowanym 1:1 domowym meczu z Beşiktaşem. Zawodnikiem Gaziantepsporu był przez dwa lata.
Latem 1997 Coulibaly został piłkarzem MKE Ankaragücü. Swój debiut w nim zanotował 6 grudnia 1997 w zwycięskim 2:0 wyjazdowym spotkaniu z Samsunsporem. W Ankaragücü grał do końca 1998 roku, a na początku 1999 wrócił do Gaziantepsporu i spędził w nim pół roku.
Latem 1999 Coulibaly przeszedł do Vansporu. Zadebiutował w nim 15 sierpnia 1999 w przegranym 0:2 domowym meczu z Erzurumsporem. Na koniec sezonu 1999/2000 spadł z Vansporem do drugiej ligi.
W 2000 roku Coulibaly został piłkarzem Denizlisporu, ale niedługo potem został wypożyczony do Siirtsporu. Swój debiut w nim zaliczył 13 sierpnia 2000 w przegranym 1:2 domowym meczu z Antalyasporem. Jeszcze w grudniu 2000 wrócił do Denizlisporu i 8 grudnia 2000 zadebiutował w nim w wygranym 2:0 domowym meczu z Trabzonsporem. W debiucie strzelił dwa gole. Zawodnikiem Denizlisporu był do końca sezonu 2001/2002.
W sierpniu 2002 Coulibaly przeszedł do Diyarbakırsporu. Swój debiut w nim zanotował 18 sierpnia 2002 w przegranym 1:2 wyjazdowym meczu z Adanasporem. Po sezonie 2002/2003 zakończył swoją karierę.
| Sezon   | Klub               | Kraj             | Rozgrywki                 | Mecze | Bramki |
| ------- | ------------------ | ---------------- | ------------------------- | ----- | ------ |
| 1987/88 | Stade Lavallois    | Francja          | Division 1                | 1     | 0      |
| 1987/88 | Stade Lavallois B  | Francja          | Division 3                | 13    | 7      |
| 1988/89 | Stade Lavallois B  | Francja          | Division 3                | 17    | 3      |
| 1989/90 | Stade Lavallois    | Francja          | Division 2                | 4     | 1      |
| 1989/90 | Stade Lavallois B  | Francja          | Division 3                | 25    | 9      |
| 1990/91 | Stade Lavallois    | Francja          | Division 2                | 13    | 2      |
| 1990/91 | Stade Lavallois B  | Francja          | Division 3                | 14    | 1      |
| 1991/92 | AS Saint-Étienne B | Francja          | Division 3                | 16    | 7      |
| 1992/93 | AS Saint-Étienne B | Francja          | Division 3                | ?     | ?      |
| 1993/94 | Al-Wehda           | Arabia Saudyjska | Saudi Professional League | 27    | 12     |
| 1994/95 | Adanaspor          | Turcja           | 2. Lig                    | 24    | 9      |
| 1995/96 | Gaziantepspor      | Turcja           | 1. Lig                    | 23    | 7      |
| 1996/97 | Gaziantepspor      | Turcja           | 1. Lig                    | 22    | 9      |
| 1997/98 | MKE Ankaragücü     | Turcja           | 1. Lig                    | 18    | 11     |
| 1998/99 | MKE Ankaragücü     | Turcja           | 1. Lig                    | 9     | 2      |
| 1998/99 | Gaziantepspor      | Turcja           | 1. Lig                    | 5     | 2      |
| 1999/00 | Vanspor            | Turcja           | 1. Lig                    | 19    | 9      |
| 2000/01 | Denizlispor        | Turcja           | 1. Lig                    | 22    | 7      |
| 2000/01 | Siirtspor          | Turcja           | 1. Lig                    | 13    | 5      |
| 2001/02 | Denizlispor        | Turcja           | Süper Lig                 | 17    | 10     |
| 2002/03 | Diyarbakırspor     | Turcja           | Süper Lig                 | 7     | 1      |

## Kariera reprezentacyjna
W reprezentacji Mali Coulibaly zadebiutował 5 stycznia 1994 w zremisowanym 1:1 towarzyskim meczu z Burkiną Faso, rozegranym w Bamako. W tym samym roku powołano go do kadry na Puchar Narodów Afryki 1994. Wystąpił na nim w czterech meczach: grupowych z Tunezją (2:0, strzelił gola) i z Zairem (0:1), ćwierćfinale z Egiptem (0:1) i półfinale z Zambią (0:4). Z Mali zajął 4. miejsce w tym turnieju. Od 1994 do 1997 roku rozegrał w kadrze narodowej 9 meczów i strzelił 1 gola.